# Matalajärvi (sjö i Finland, Birkaland)
Paalijärvi och Matalajärvi är två sammanhängande sjöar i Finland. Den ligger i kommunen Kangasala i landskapet Birkaland, i den södra delen av landet, 170 km norr om huvudstaden Helsingfors. Paalijärvi och Matalajärvi ligger 141,5 meter över havet. Arean är 1,77 kvadratkilometer och strandlinjen är 15,52 kilometer lång. Sjön  ingår i Kumo älvs huvudavrinningsområde. 